# Koszykówka na Igrzyskach Południowego Pacyfiku 1987
Koszykówka na Igrzyskach Południowego Pacyfiku 1987 odbyła się w formie dwóch turniejów – męskiego i żeńskiego.

## Podsumowanie

### Klasyfikacja medalowa
| Klasyfikacja medalowa | Klasyfikacja medalowa | Klasyfikacja medalowa | Klasyfikacja medalowa | Klasyfikacja medalowa | Klasyfikacja medalowa |
| Miejsce               | Reprezentacja         | Złoto                 | Srebro                | Brąz                  | Razem                 |
| --------------------- | --------------------- | --------------------- | --------------------- | --------------------- | --------------------- |
| 1                     | Fidżi                 | 1                     | 1                     | 0                     | 2                     |
| 2                     | Samoa Amerykańskie    | 1                     | 0                     | 0                     | 1                     |
| 3                     | Polinezja Francuska   | 0                     | 1                     | 0                     | 1                     |
| 4                     | Guam                  | 0                     | 0                     | 1                     | 1                     |
| 4                     | Papua-Nowa Gwinea     | 0                     | 0                     | 1                     | 1                     |
| Razem                 | Razem                 | 2                     | 2                     | 2                     | 6                     |

### Medaliści
| Konkurencja | 1. miejsce         | 2. miejsce          | 3. miejsce        |
| ----------- | ------------------ | ------------------- | ----------------- |
| Mężczyźni   | Samoa Amerykańskie | Fidżi               | Guam              |
| Kobiety     | Fidżi              | Polinezja Francuska | Papua-Nowa Gwinea |

## Mężczyźni

### Faza grupowa
| Nowa Kaledonia      | 118-55 | Mariany Północne    |
| Fidżi               | 101-69 | Papua-Nowa Gwinea   |
| Guam                | 86-64  | Polinezja Francuska |
| Nowa Kaledonia      | 74-72  | Papua-Nowa Gwinea   |
| Fidżi               | 69-58  | Polinezja Francuska |
| Samoa Amerykańskie  | 150-54 | Mariany Północne    |
| Nowa Kaledonia      | 66-64  | Polinezja Francuska |
| Samoa Amerykańskie  | 103-71 | Papua-Nowa Gwinea   |
| Guam                | 157-84 | Mariany Północne    |
| Samoa Amerykańskie  | 133-76 | Guam                |
| Papua-Nowa Gwinea   | 156-72 | Mariany Północne    |
| Guam                | 85-76  | Nowa Kaledonia      |
| Samoa Amerykańskie  | 85-68  | Fidżi               |
| Polinezja Francuska | 137-82 | Mariany Północne    |
| Fidżi               | 158-81 | Mariany Północne    |
| Samoa Amerykańskie  | 70-62  | Polinezja Francuska |
| Guam                | 78-67  | Papua-Nowa Gwinea   |
| Polinezja Francuska | 63-59  | Papua-Nowa Gwinea   |
| Samoa Amerykańskie  | 82-67  | Nowa Kaledonia      |
| Fidżi               | 81-75  | Guam                |

### Faza pucharowa
|  |                   |                |     |
|  | Mecz o 3. miejsce |                |     |
|  |                   |                |     |
|  |                   |                |     |
|  |                   |                |     |
|  | Guam              | Guam           | 101 |
|  | Guam              | Guam           | 101 |
|  | Nowa Kaledonia    | Nowa Kaledonia | 87  |
|  | Nowa Kaledonia    | Nowa Kaledonia | 87  |
|  |                   |                |     |

|  |                    |                    |    |
|  | Mecz o 1. miejsce  |                    |    |
|  |                    |                    |    |
|  |                    |                    |    |
|  |                    |                    |    |
|  | Samoa Amerykańskie | Samoa Amerykańskie | 91 |
|  | Samoa Amerykańskie | Samoa Amerykańskie | 91 |
|  | Fidżi              | Fidżi              | 63 |
|  | Fidżi              | Fidżi              | 63 |
|  |                    |                    |    |

### Klasyfikacja końcowa
| Miejsce | Reprezentacja       |
| ------- | ------------------- |
| złoto   | Samoa Amerykańskie  |
| srebro  | Fidżi               |
| brąz    | Guam                |
| 4       | Nowa Kaledonia      |
| 5       | Polinezja Francuska |
| 6       | Papua-Nowa Gwinea   |
| 7       | Mariany Północne    |

## Kobiety

### Faza grupowa
| Poz. | Drużyna             | Mecze | Mecze | Mecze | Mecze | Punkty | Punkty | Punkty | Status              |
| Poz. | Drużyna             | M     | W     | R     | P     | +      | -      | +/-    | Status              |
| ---- | ------------------- | ----- | ----- | ----- | ----- | ------ | ------ | ------ | ------------------- |
| 1.   | Fidżi               | 4     | 4     | 0     | 0     | 284    | 193    | +91    | Mecze o miejsca 1–2 |
| 2.   | Polinezja Francuska | 4     | 3     | 0     | 1     | 285    | 205    | +80    | Mecze o miejsca 1–2 |
| 3.   | Papua-Nowa Gwinea   | 4     | 2     | 0     | 2     | 247    | 234    | +13    | Mecze o miejsca 3–4 |
| 4.   | Guam                | 4     | 1     | 0     | 3     | 244    | 298    | -54    | Mecze o miejsca 3–4 |
| 5.   | Nowa Kaledonia      | 4     | 0     | 0     | 4     | 156    | 286    | -130   |                     |

| Guam                | 68-41 | Nowa Kaledonia      |
| Fidżi               | 57-48 | Polinezja Francuska |
| Papua-Nowa Gwinea   | 72-61 | Guam                |
| Polinezja Francuska | 77-40 | Nowa Kaledonia      |
| Polinezja Francuska | 95-59 | Guam                |
| Fidżi               | 68-54 | Papua-Nowa Gwinea   |
| Fidżi               | 90-56 | Guam                |
| Papua-Nowa Gwinea   | 72-40 | Nowa Kaledonia      |
| Polinezja Francuska | 65-49 | Papua-Nowa Gwinea   |
| Fidżi               | 69-35 | Nowa Kaledonia      |

### Faza pucharowa
|  |                   |                   |    |
|  | Mecz o 3. miejsce |                   |    |
|  |                   |                   |    |
|  |                   |                   |    |
|  |                   |                   |    |
|  | Papua-Nowa Gwinea | Papua-Nowa Gwinea | 95 |
|  | Papua-Nowa Gwinea | Papua-Nowa Gwinea | 95 |
|  | Guam              | Guam              | 37 |
|  | Guam              | Guam              | 37 |
|  |                   |                   |    |

|  |                     |                     |    |
|  | Mecz o 1. miejsce   |                     |    |
|  |                     |                     |    |
|  |                     |                     |    |
|  |                     |                     |    |
|  | Fidżi               | Fidżi               | 59 |
|  | Fidżi               | Fidżi               | 59 |
|  | Polinezja Francuska | Polinezja Francuska | 46 |
|  | Polinezja Francuska | Polinezja Francuska | 46 |
|  |                     |                     |    |

### Klasyfikacja końcowa
| Miejsce | Reprezentacja       |
| ------- | ------------------- |
| złoto   | Fidżi               |
| srebro  | Polinezja Francuska |
| brąz    | Papua-Nowa Gwinea   |
| 4       | Guam                |
| 5       | Nowa Kaledonia      |